# Achtheinus oblongus
Az Achtheinus oblongus az állkapcsilábas rákok (Maxillopoda) osztályának a Siphonostomatoida rendjébe, ezen belül a Pandaridae családjába tartozó faj.
Az Achtheinus ráknem típusfaja.

## Tudnivalók
Tengeri élőlény, amely élősködő életmódot folytat. A gazdaállatai a következők: tüskéscápa (Squalus acanthias), Squalus blainville, Squalus megalops, félénk macskacápa (Haploblepharus edwardsii), Mustelus californicus, nyestcápa (Mustelus canis), csillagos cápa (Mustelus mustelus), közönséges pörölycápa (Sphyrna zygaena), homoki tigriscápa (Carcharias taurus), fehér cápa (Carcharodon carcharias), hatkopoltyús szürkecápa (Hexanchus griseus), Pliotrema warreni és Pseudobatos productus.